# Tバールーフ

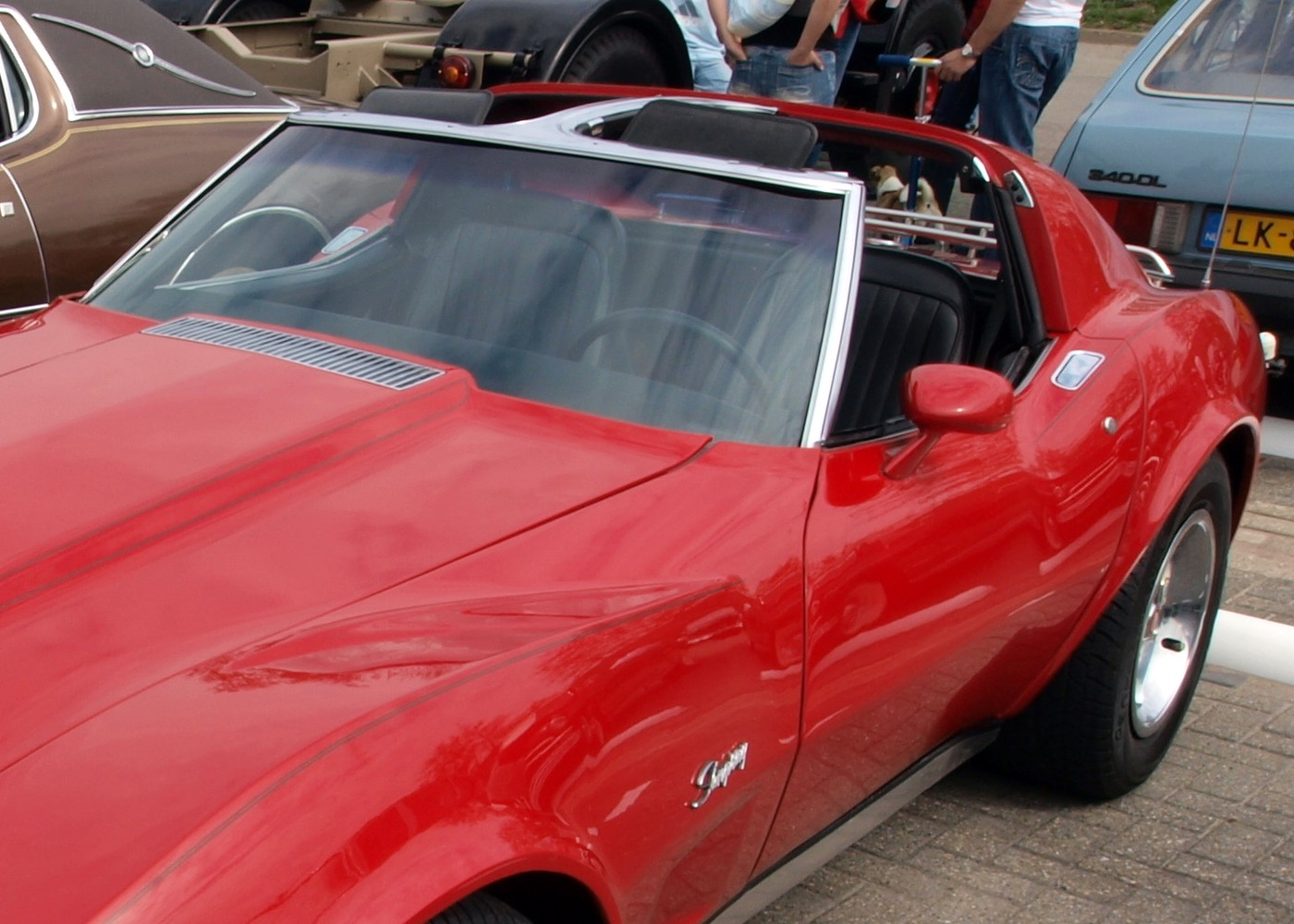
ガラスを取り外した状態（シボレー・コルベット）

Tバールーフ (T-BarRoof) は、オープンカーの形態の一つである。
ルーフパネルの中央を細く残して、左右ルーフが取り外し可能な構造のオープンカーである。

## 歴史
1970年代にアメリカ合衆国の安全基準が厳しくなり、屋根のないフルオープンのコンバーチブルでは基準をクリアすることは技術的には可能（オープンカーの安全性参照）でもコスト的に見合わなくなり、また当時より標準装備されはじめたカーオーディオとカーエアコンが「屋根のない車ではモノの役にたたない」という事情から消費者からも敬遠されるようになったため、代替措置としてゼネラルモーターズがシボレー・カマロやポンティアック・トランザムに設定されたのが始まりだといわれている。
Tバールーフは1970年代から1980年代に発売されたスポーツカーの多くの車種でラインナップされていた。しかし、1989年に発売されたユーノス・ロードスターが世界的な大ヒットを収めて以降、各社がオープンカーを発売したことや、1990年代以降は屋根そのものを格納するクーペカブリオレが登場するなど実用性の意義がなくなり、現在新車でTバールーフを設定している自動車は存在しない。

## 構造
「2シーター」あるいは「2+2」の4シーターのいわゆるスポーツカータイプの車種に設定されており、ルーフパネルの中央を細く残して、左右上部のみが開く構造のオープンカーである。取り外し可能な部分はガラスでできているものもある。
ボディの高い位置の中央にモノコック構造の一部を残すことで、フルオープンカーやタルガトップ車よりもボディ剛性を高めることができ、フロントガラスを支えるためのAピラーも細くすることができるので、車体斜前部の視認性も向上する。また、フルオープンカーほどではないが、運転者の真上が開けているので開放感を得ることができる。
また、ボディを含めたほとんどが専用設計のフルオープンカーに対し、Tバールーフの車はノーマルルーフ車の設計、デザインを踏襲することができるので、あまりコストがかからずTバールーフ仕様にすることができる。
しかし、オープンカーの一種であるゆえ、Tバーガラス周辺につけられたウェザーストリッピング（と呼ばれる防水パッキン類）の経年劣化による雨漏りが起こりやすく、車齢を重ねることによるボディ剛性の低下は標準車のそれより激しいものとなる。
さほど激しい走りや大きな事故が起きない限り、モノコックシャシに大きな問題が発生することはないので、消耗部品を取り替えればTバールーフ車は長く乗り続けることができる。

## 法律での取扱い
車検証記載の「車体の形状」欄は、フルオープン車の「幌型」に対し、セダンやクーペと同様、「箱型」となる。

## 採用車種（日本車）
- トヨタ・MR2（AW系・SW系）

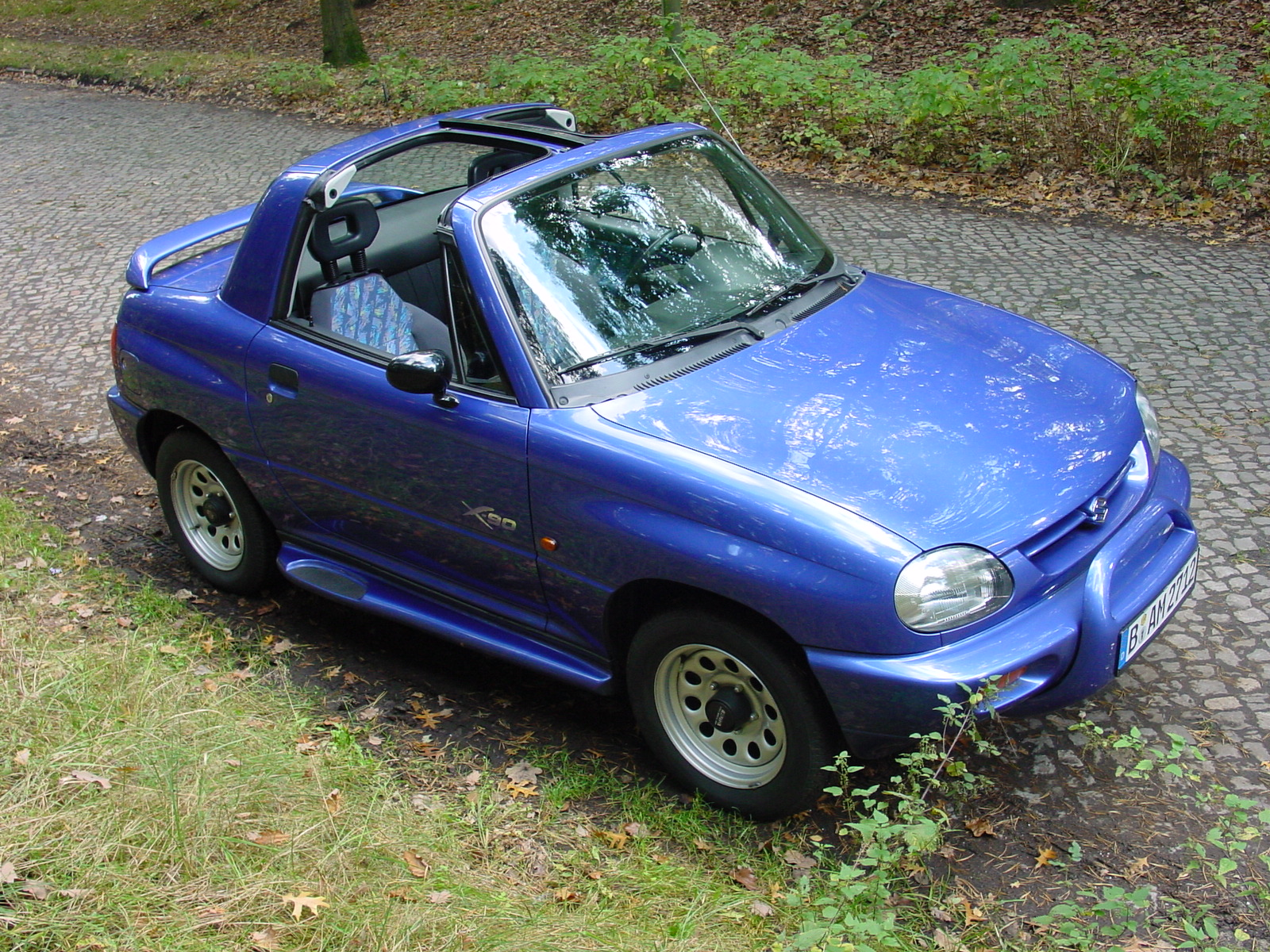
ガラスを取り外した状態(スズキ・X-90)

- 日産・フェアレディZ（S130～Z32系）
- 日産・エクサ(EXA)（N13型）
- 日産・NXクーペ(100NX)（B13型）
- スズキ・X-90